# Opius seductus
Opius seductus är en stekelart som beskrevs av Fischer 1959. Opius seductus ingår i släktet Opius och familjen bracksteklar. Inga underarter finns listade i Catalogue of Life.